# Mezzanin
Mezzanin (eller entresol) er inden for arkitekturen en ofte lavloftet mellemetage placeret mellem hovedetagerne i en bygning; den optræder ofte i form af en indre balkon og deler loft med den underliggende hovedetage.
Hvis den indskudte etage er åben mod den underliggende etage, er det ret beset en hems[kilde mangler]
Betegnelsen er også brugt for den laveste balkon i et teater eller for de første rækker på balkonen.